# Karl Hugo von Brackel
Karl Hugo von Brackel (Breitmar, 1716 – 1768) è stato un generale tedesco.

## Biografia
Figlio di Johann Lambert von Brackel e di sua moglie Maria Catherine von der Portzen, Karl Hugo nacque a Breitmar, un villaggio nei pressi della città di Jülich oggi non più esistente.
Nel 1745 divenne ciambellano elettorale e capitano dei granatieri nell'elettorato di Treviri. Entrato a pieno titolo nell'entourage dell'arcivescovo-elettore Franz Georg von Schönborn, fu rappresentante per l'elettorato all'incoronazione dell'imperatore Francesco I del Sacro Romano Impero, dal quale aveva già ottenuto il titolo di cavaliere ereditario. Nel 1760 venne promosso colonnello, raggiungendo dall'anno successivo il grado di maggiore generale e divenendo membro del consiglio di guerra dell'elettorato. Durante la guerra dei sette anni prese parte all'assedio di Dresda dal 12 al 30 giugno 1760. Il 12 maggio 1762 presenziò alla battaglia di Döbeln sempre al fianco delle truppe imperiali austriache contro quelle prussiane. Dopo la sconfitta subita nello scontro di Döbeln, si assicurò un passaggio sicuro in Boemia e si accampò a Marienberg. Dal 1764 al 1766 fu presidente del consiglio di guerra della corte elettorale di Treviri nonché comandante generale dell'esercito locale e governatore delle fortezze di Coblenza ed Ehrenbreitstein.
Nel 1749 sposò la baronessa Marie Sybille Constantin von Berg zu Durffenthal, dalla quale ebbe cinque figli: nel 1750 nacque Charlotte Marie, nel 1751 Marie Wilhelmine Catherine, nel 1753 Franz Georg, nel 1754 Johann Philipp († 1756) e nel 1756 i gemelli Georg Ignatz e Johann Wilhelm.